# Otar Chisaneischwili
Otar Chisaneischwili (georgisch ოთარ ხიზანეიშვილი; * 26. September 1981 in Tiflis, Georgische SSR; englische Transkription: Otar Khizaneishvili) ist ein georgischer ehemaliger Fußballspieler.
Von 1999 bis 2007 absolvierte der Abwehrspieler 20 Spiele für die Nationalmannschaft Georgiens.
Zum Jahresbeginn 2005 wechselte er zum Bundesligisten SC Freiburg. Dort sollte er die Verteidigung stärken, zog sich jedoch beim WM-Qualifikationsspiel gegen die Türkei einen Kreuzbandriss zu. So kam er lediglich acht Mal zum Einsatz und Freiburg stieg am Saisonende ab. In der zweiten Bundesliga gelang es Chisaneischwili in den folgenden Jahren nicht, sich einen Stammplatz zu erspielen. Im Sommer 2008 wechselte er ablösefrei zum FC Augsburg. In seiner ersten Saison spielte er dort fünf Mal, dann setzte ihn wieder ein Kreuzbandriss längere Zeit außer Gefecht.
Nach Stationen in Dagestan bei Anschi Machatschkala, in Kasachstan bei Wostok Ust-Kamenogorsk und in der georgischen Heimat bei Dinamo Tiflis wechselte Chisaneischwili im Sommer 2013 innerhalb des Landes zu Dila Gori. Zwei weitere Stationen in der heimischen Liga folgten, dann beendete er seine Karriere.